# Río (Mesenia)
Río (en griego, Ῥίον, cuyo significado es «promontorio») es el nombre de una antigua ciudad griega de Mesenia. 
Según una tradición, cuando Cresfontes se apoderó de Mesenia, la dividió en cinco ciudades, una de las cuales era Río. Estrabón la ubica en el golfo de Mesenia, enfrente del cabo Ténaro. Se encontraba en el extremo de la costa del oeste del golfo.